# Лебедь (альманах)
Альманах «Лебедь» — еженедельный русскоязычный общественно-политический интернет-альманах. Место издания — Бостон. Первый номер вышел 7 февраля 1997 года. Редактор и издатель — Валерий Лебедев.
Тематика альманаха — политология, аналитика, культурология, история, эссеистика, критика, журналистские расследования.
В течение ряда лет альманах входил в обзор Журнальный зал журнала «Новый мир» (ссылки в конце статьи) Андрея Василевского, Павла Крючкова под редакцией Сергея Костырко). В нём публиковались известные литераторы. В числе публиковавшихся писателей — Виктор Левашов, Юрий Дружников, Наум Коржавин, Надежда Кожевникова, Александр Богатырёв, Анатолий Ливри, Сергей Гречишкин (Василий Пригодич), Александр Логинов, Владимир Бондаренко, главный редактор День литературы, критик Михаил Эдельштейн, а также публицисты Михаэль Дорфман, Юрий Кирпичёв.
Также публиковались работы ряда учёных, в число которых входили шумеролог Владимир Емельянов, историк Андрей Буровский, биолог (и литератор) Владимир Торчилин, физик Фермилаб д.ф.н. Валентин Иванов, академики Владимир Фортов, Евгений Александров, Владимир Захаров, Эдуард Кругляков.
Материалы альманаха публиковались в разных известных изданиях: в журналах «Вопросы философии», «Звезда», в Энциклопедии Китая, в издании РГО «Гуманизм», на сайте Свободная Россия. Oб альманахе писали в «Троицком варианте», «Научнике», он имеется в каталогах в библиотеке Мошкова (lib.ru), kulichki.ru, НКРЯ (основной корпус) и различных справочниках СМИ. Индекс цитирования по Яндексу — 1700.
Профиль альманахa — журналистские расследования. Журналистское расследование в «Лебеде» спорных результатов деятельности Виктора Петрика и ряда высоких начальствующих лиц послужило толчком к серии публикаций по этому вопросу.
К 1 сентября 2014 года вышло около 718 выпусков и 6546 статей.